# كركوند
كركوند (بالفارسية: کرکوند) هي منطقة سكنية تقع في إيران في البلدة المركزية. يقدر عدد سكانها بـ 7,002 نسمة .